# Hale Podgorcowe
Hale Podgorcowe – zarastająca lasem polana w Paśmie Gorca w Gorcach. W sezonie letnim działa na niej studencka baza namiotowa na Gorcu.
Hale Podgorcowe znajdują się na wschodnim stoku południowego grzbietu Pasma Gorca, dla którego zwornik znajduje się około 500 m na południowy zachód od szczytu Gorca. Grzbiet ten poprzez Jaworzynkę Gorcowską (zwaną też Piorunowcem) opada do doliny rzeki Ochotnica. Jest na nim ciąg polan i pasterskich hal. Dokładnie opisuje je mapa Geoportalu. W kolejności od dołu do góry są to Hale Gorcowskie, Polany, Hale Podgorcowe i Gorc Gorcowski. W przewodnikach turystycznych i na mapach turystycznych ich nazewnictwo i lokalizacja są niepełne i niejasne. Czasami używa się nazwy Hale Gorcowskie lub Hale Podgorcowskie (Podgorcowe) dla określenia obydwu tych hal łącznie, na mapie Compassu Hale Gorcowskie i Podgorcowe są zamienione miejscami.
W dolnej części Hal Podgorcowych jest źródło wody pitnej. Jest to jeden ze źródłowych cieków Gorcowskiego Potoku. Dawniej Hale Podgorcowe były użytkowane przez mieszkańców miejscowości Ochotnica Dolna (przysiółek Gorcowe) w województwie małopolskim, w powiecie nowotarskim, w gminie Ochotnica Dolna. Stały na nich szałasy i stodółki, a w sezonie letnim tętniło tutaj życie pasterskie. Z powodów ekonomicznych koszenie wypasanie hal w latach 70. XX wieku stało się nieopłacalne. Opuszczone hale zarastają lasem. Znajdują się poza obszarem Gorczańskiego Parku Narodowego.
Z Hal Gorcowych rozciągają się rozległe widoki na Pasmo Lubania, Beskid Sądecki, Tatry i głęboką dolinę Ochotnicy.

## Szlak turystyczny
Ochotnica Dolna – Jaworzynka Gorcowska – Hale Gorcowskie – Hale Podgorcowe – Gorc Gorcowski – Gorc. Odległość 7,3 km, suma podejść 640 m, suma zejść 40 m, czas przejścia 2:50 h, ↓ 1:40 h.

## Przypisy

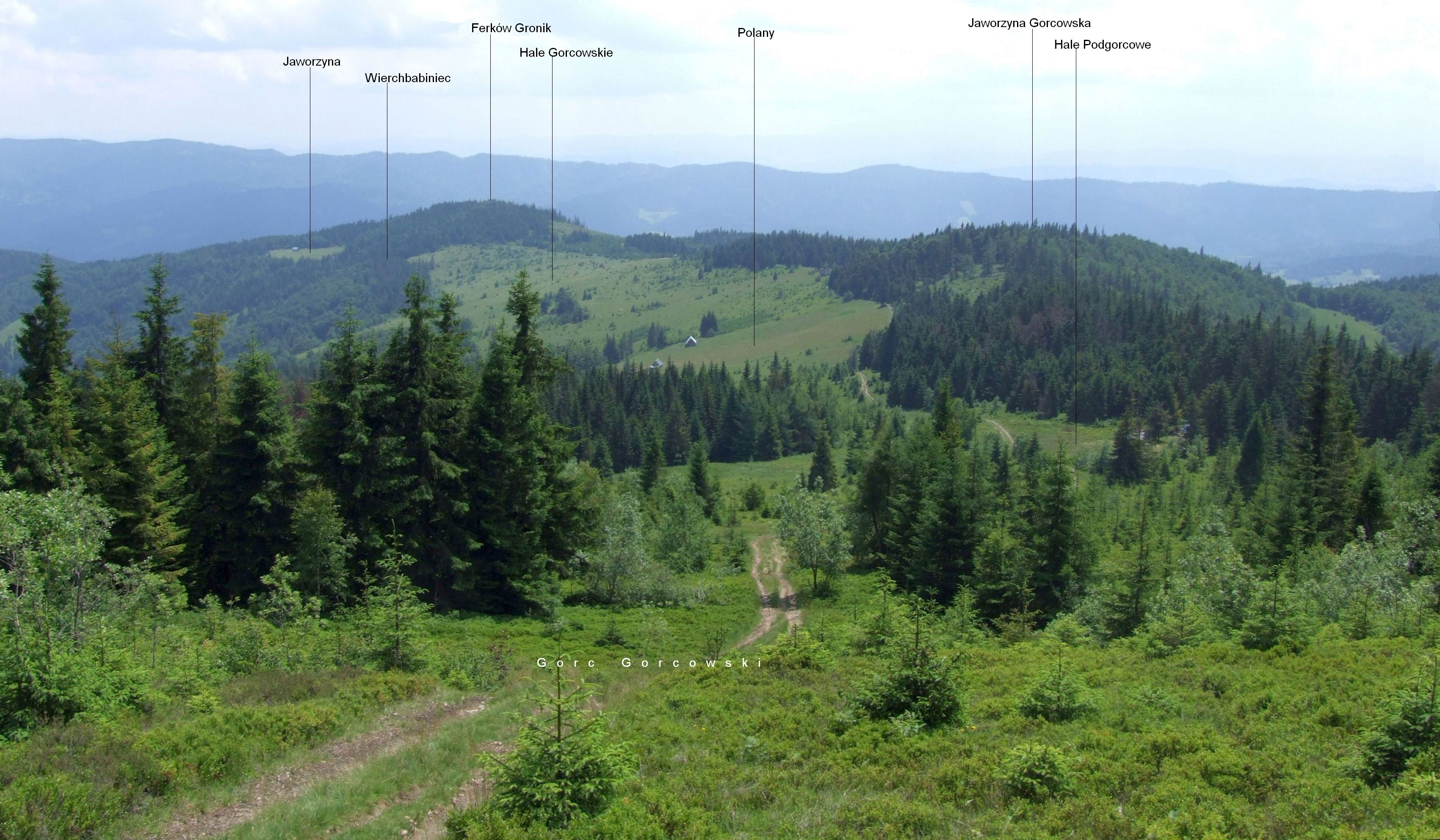
Widok z Gorca Gorcowskiego